# All Star Comics
All-Star Comics è stata una serie a fumetti edita negli Stati Uniti negli anni Quaranta dalla All-American Publications, una delle prime case editrici acquisite dalla National Periodical Publications e che portò alla nascita della DC Comics. Nella serie hanno esordito la Justice Society of America, il primo gruppo di supereroi della storia, e il personaggio di Wonder Woman.

## Storia editoriale
La testata, All-Star Comics (vol. 1), era una serie antologica contenente le più popolari serie edite nelle altre testate antologiche pubblicate sia dalla All-American Pulications che dalla National Comics. Il primo numero conteneva principalmente storie di supereroi come il Flash della Golden Age, Hawkman della Golden Age e Ultraman della All-American, Hour-Man, lo Spettro e Sandman della National, più le strisce d'avventure Biff Bronson e Red, White and Blue. Sul n. 3 (inverno 1940/1941) esordì la JSA, in cui i membri descrivevano le storie delle loro imprese e successivamente ne descrisse le avventure individuali; in aggiunta a Flash, Hawkman, Hour-Man, lo Spettro e Sandman vi furono Dottor Fate, da More Fun Comics della National, e Lanterna Verde e Atomo da All-American Comics. Numerosi capitoli delle storie della JSA sarebbero stati poi scritti da autori diversi. Questo nuovo formato si dimostrò così di successo che le storie individuali furono abbandonate a favore di storie con gruppi di eroi alleati per combattere il crimine. Sul n. 8 (dicembre 1941) esordì Wonder Woman in un inserto di otto pagine scritto da William Moulton Marston, sotto lo pseudonimo di "Charles Moulton", con illustrazioni di Harry G. Peter; la storia inserita fu inclusa come storia aggiuntiva per testare l'interesse dei lettori; il riscontro fu positivo e il personaggio divenne quello principale nell'antologia Sensation Comics e sarebbe poi comparso anche in All Star Comics, cominciando dal n. 11, come membro della Justice Society. All Star Comics divenne poi bimestrale da quadrimestrale e le storie della JSA continuarono fino al n. 57 (marzo 1951). I fumetti dei supereroi entrarono in crisi nei primi anni cinquanta, e la testata da All Star Comics divenne All Star Western dal n. 58 al n. 119 (nel 1961) con eroi western al posto dei supereroi.
Nel 1976 esordì una seconda serie della testata per proporre le nuove storie della JSA e che ignorò la numerazione di All American Western riprendendo la numerazione originale dal n. 58. Dal n. 66 venne aggiunto un trattino al titolo e le parole "All-Star Comics" della testata furono rimpicciolite mentre le parole "Justice Society" furono inserite in un formato più grande. Questa serie durò 17 numeri prima di essere improvvisamente cancellata a causa della crisi del 1978 e le avventure della JSA furono spostate in Adventure Comics. La serie degli anni settanta introdusse i nuovi personaggi come Power Girl e Cacciatrice (Helena Wayne); in più fu la prima serie regolare a essere ambientata nel mondo alternativo Terra-Due che, nonostante la cancellazione della serie, generò sufficiente interesse per la creazione di altre due serie ambientate su Terra-Due, All-Star Squadron ed Infinity, Inc..
A un certo punto, Conway offrì al suo amico Roy Thomas di scrivere sotto il nome di Conway, in quanto all'epoca Thomas era esclusivamente sotto contratto alla Marvel Comics. Anche se Thomas, un fan di lunga data della Justice Society, fu sicuramente tentato, infine declinò l'offerta sulla base che quando finalmente avrebbe potuto scrivere le avventure della squadra di eroi, voleva che il suo nome fosse scritto sui crediti così che il mondo lo avrebbe saputo. Nel 1981, Thomas si trasferì alla DC e riuscì finalmente a lavorare ai personaggi di JSA.

### Altre edizioni
Da allora, un numero di fumetti correlati alla JSA utilizzarono il nome di All-American Comics. Una serie All-American Comics da due numeri, del 1999, fu pubblicata come parte della storia "Il Ritorno della JSA".

### Ristampe
L'intera serie originale fu ristampata con un volume in copertina rigida nella serie DC Archives come All Star Comics Archives Vol. 0-11. I primi 9 numeri della rinascita della serie degli anni '70, All-Star Comics dal n. 58 al n. 67, furono inseriti in un tascabile, Justice Society vol. 1, pubblicato nell'agosto 2006. Un secondo volume con il resto delle serie degli anni '70, All-Star Comics n. da 68 a 74, fu pubblicato nel febbraio 2007.